# Copa da Liga Escocesa 1952–53
A Copa da Liga Escocesa de 1952-53 foi a 7º edição do segundo mais importante torneio eliminatório do futebol da Escócia. O campeão foi o Dundee F.C., que conquistou seu 2º título na história da competição ao vencer a final contra o Kilmarnock F.C., pelo placar de 2 a 0.

## Premiação
| Copa da Liga Escocesa de 1952-53 |
| Escócia                          |
| -------------------------------- |
| Dundee F.C. Campeão (2º título)  |